# Penagos
Pour l’article homonyme, voir Isabel Penagos.
Penagos est une ville espagnole située dans la communauté autonome de Cantabrie.